# Чорнозубовка
Чорнозу́бовка (каз. Чернозубов) — село у складі району імені Габіта Мусрепова Північноказахстанської області Казахстану. Входить до складу Возвишенського сільського округу, раніше було центром ліквідованої Борівської сільської ради.
Населення — 271 особа (2021; 506 у 2009, 649 у 1999, 888 у 1989).
Національний склад станом на 1989 рік:
- росіяни — 42 %.